# Perystom (botanika)
Perystom (rąbek, ozębnia) – obwódka puszki zarodnikowej występująca u niektórych mszaków. W najprostszej postaci jest to okółek komórek wystających nad otwór puszki - płonnikowate. Często bardziej skomplikowany, złożony z kilku warstw martwych komórek tworzących wieniec ząbków.

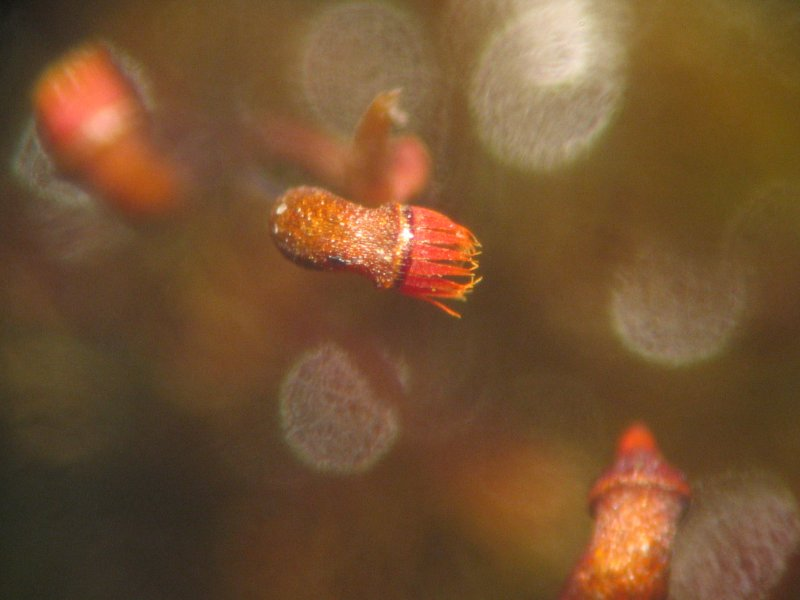
Sporogon z perystomem Dicranella varia

Ząbki perystomu na skutek ruchów higroskopowych odginają się na zewnątrz po wyschnięciu i umożliwiają rozsianie zarodników.
Budowa lub sposób powstania ozębni bywa kryterium podziału mchów na grupy odmienne od podziału taksonomicznego:
- Diplolepideae — podwójny perystom (między ząbkami perystomu zewnętrznego rzęski perystomu wewnętrznego)
- Haplolepideae — pojedynczy perystom
- Arthrodontei (błonozębne) — cienkie, skórkowate, członowane, poprzecznie prążkowane ząbki są resztkami komórek, z których powstały (widłozębowce, prątnikowce, rokietowce i in.)
- Nematodontei (komórkozębne) — ząbki bez prążkowań są całymi komórkami (płonnikowate)

Poza tym istnieją mchy niewytwarzające perystomu (ściana puszki otwiera się po jej zgniciu), np. Archidium, Ephemerum.
Ząbki perystomu wątrobowców odginają się do wewnątrz.